# Павловиці (Яроцинський повіт)
Павловиці (пол. Pawłowice, нім. Paulsheim) — село в Польщі, у гміні Жеркув Яроцинського повіту Великопольського воєводства.
Населення — 177 осіб (2011).
У 1975-1998 роках село належало до Каліського воєводства.

## Демографія
Демографічна структура станом на 31 березня 2011 року:
|          | Загалом | Допрацездатний вік | Працездатний вік | Постпрацездатний вік |
| -------- | ------- | ------------------ | ---------------- | -------------------- |
| Чоловіки | 98      | 25                 | 64               | 9                    |
| Жінки    | 79      | 15                 | 52               | 12                   |
| Разом    | 177     | 40                 | 116              | 21                   |